# Fato político
Fato político define a necessidade que uma sociedade institucionalizada por um poder normativo e coercivo tem de impor regras e utilizar a força de forma disciplinadora, porque a vida do ser humano decorre do convívio, o homem não existe isoladamente e a existência do homem em sociedade é um fato. Em decorrência disso surge a necessidade do Direito.